# Oberlemp
Oberlemp ist ein Stadtteil der Kleinstadt Aßlar im mittelhessischen Lahn-Dill-Kreis.

## Geografie
Die Ortschaft liegt im oberen Lemptal im Gladenbacher Bergland. Im Westen grenzt es an Niederlemp und im Norden an Bermoll. Etwa einen Kilometer südlich befindet sich Bechlingen und ca. 3 Kilometer weiter liegt die Kernstadt von Aßlar. Die nächste größere Stadt ist Wetzlar.

## Geschichte

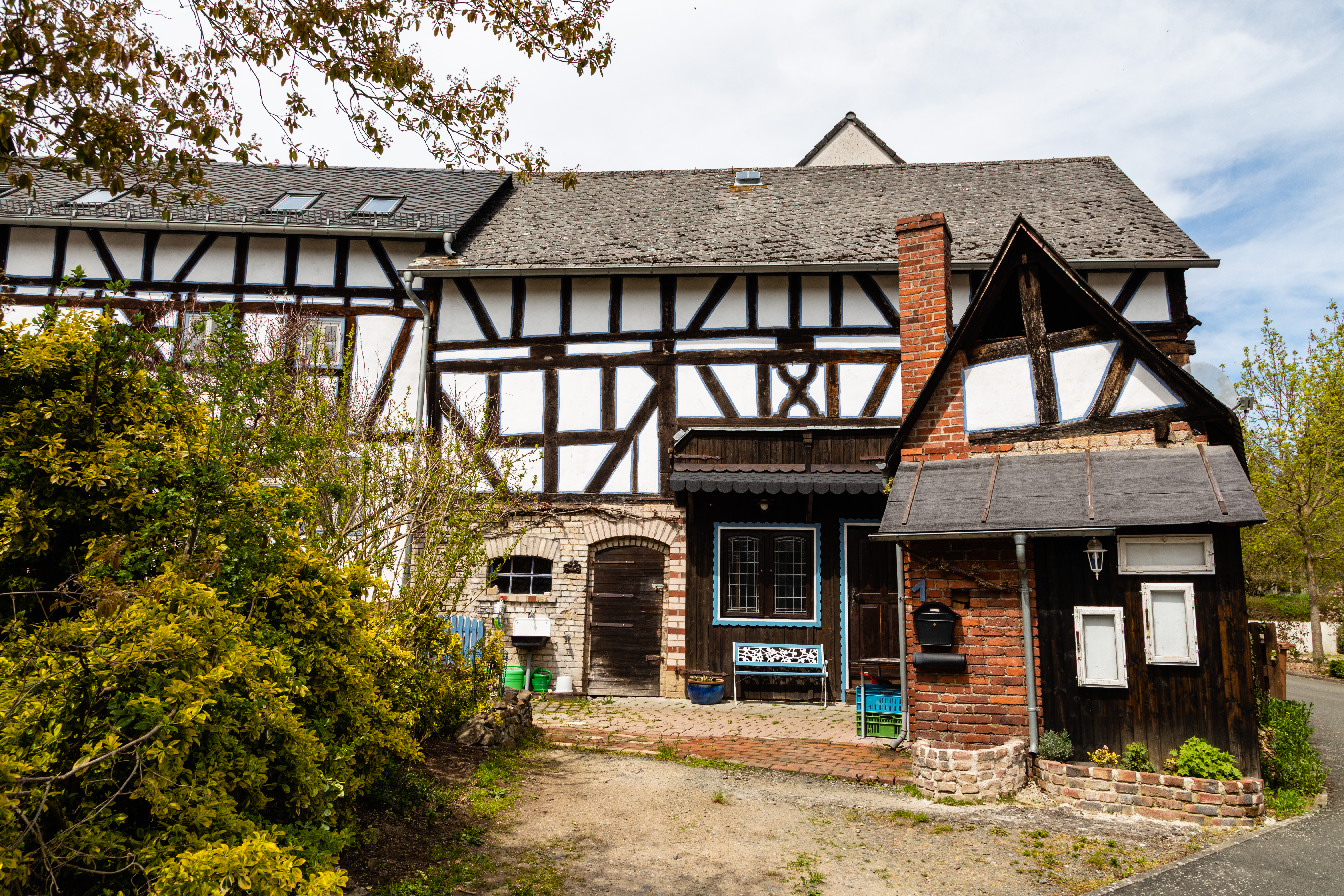
Fachwerk: Der Streckhof in Oberlemp (Kulturdenkmal)

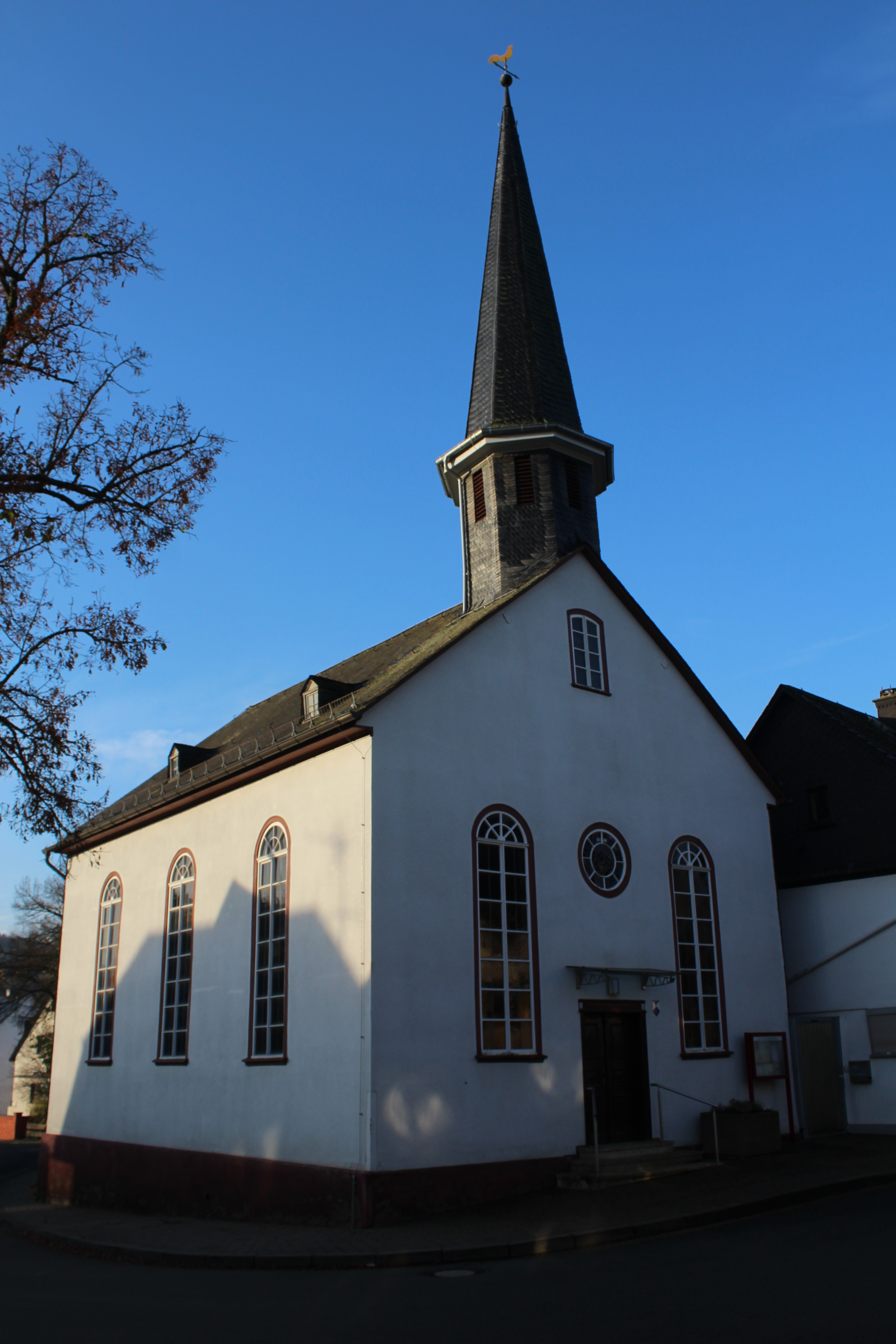
Evangelische Kirche Oberlemp von 1855

### Ortsgeschichte
Die Gegend von Oberlemp war schon in vorgeschichtlicher Zeit besiedelt. Große Steinhäufungen und Reste eines mit Steinen befestigten Ringwalls auf dem 435 m hohen Adlerhorst zwischen Oberlemp und Bechlingen deuten auf eine Kultstätte aus der Latènezeit hin. Scherbenfunde vom Adlerhorst werden im Museum Hohe Schule in Herborn aufbewahrt.
Die älteste bekannte Erwähnung des Ortes als Lempha aus dem Jahr 845 im Lorscher Codex teilt sich das Dorf mit dem Nachbarort Niederlemp. Bis ins 14. Jahrhundert hinein wurde nicht zwischen Oberlemp und Niederlemp unterschieden.
Das Gebiet, in dem das mittelalterliche Lemp lag, gehörte zur Grafschaft Solms. Als diese 1432 aufgeteilt wurde, fiel Niederlemp an die Linie Solms-Braunfels und Oberlemp an Solms-Lich. Später kam es an Solms-Hohensolms. Oberlemp war fortan dem Amt Hohensolms zugeordnet.
Mit der Neuordnung infolge des Wiener Kongresses wurde das Dorf preußisch und gehörte der Amtsbürgermeisterei Hohensolms im Landkreis Wetzlar an. Nachdem die Bürgermeistereien im Kreis 1934 aufgelöst wurden, war Oberlemp selbstständig.
Der Ort entwickelte sich wohl aus einem dem Haus Solms gehörenden Hof, dem späteren Herrenhof. Er befand sich an der heutigen Schmiedecke und umfasste neben einem Herrenhaus, einem Gesindehaus, einer Schmiede, Stallungen und Scheunen auch einen Teich, auf den noch heute der Flurname Herrenweiher hinweist. Bis 1906 führte noch eine Hainbuchenallee um das einstige Weihergelände herum. Der einstige solmsische Herrenhof, der in den Quellen auch als Junkernhof bezeichnet wird, war lange Zeit im Besitz anderer adliger Familien. So gehörte er zu Beginn des 18. Jahrhunderts dem Reichskammergerichtsassessor Johann Andreas von Bernstorff, dessen Schwiegersohn Johann Rudolf Victor von Pretlack, damals Gouverneur der Festung Gießen, ihn 1716 an den Reichskammergerichtsprokurator Conrad Franz von Steinhausen weiterverkaufte. Später war der Herrenhof dann wieder im Eigentum des Hauses Solms-Hohensolms-Lich. In der Revolution von 1848 forderte die Gemeinde Oberlemp den Fürsten auf, das ehemalige Hofgut nicht länger an Auswärtige, sondern an Einwohner von Oberlemp zu verpachten, was Fürst Ludwig zu Solms-Hohensolms-Lich auch zusagte.
Zum gräflich-solmsischen Besitz gehörte auch ein Friedhof anstelle der heutigen Kirche. Am 25. April 1841 wurde ein neuer Friedhof eingeweiht. Die alte gräfliche Friedhofskapelle hatte lange als Dorfkirche gedient, bevor sie 1856 durch die heutige Evangelische Kirche ersetzt wurde. Die teils verputzte und teils verschindelte Fachwerkkirche ist eine klassizistische Saalkirche mit steilem Dachreiter und Rundbogenfenstern.
In der waldreichen Umgebung wurde früher Köhlerei betrieben, so wird etwa 1680 ein Köhler im Oberlemper Wald erwähnt.
Innerhalb der Gemarkung standen früher auch zwei vom Lempbach angetriebene Wassermühlen, die bereits 1569 im Königsberger Salbuch erwähnt werden. Die eine lag südöstlich des alten Ortskerns und wurde 1569 von Merten Zehntner betrieben. 1721 wird sie dann auch als Harde Mühle, später auch einfach als oberste Mühle bezeichnet. Die andere, 1569 als Pefferhens Mühle, 1721 als Zehners Mühle, später auch als unterste Mühle bezeichnet, befand sich südwestlich von Oberlemp am Zusammenfluss von Lemp und Westerlemp.
Hessische Gebietsreform (1970–1977)
Im Zuge der Gebietsreform in Hessen wurde die bis dahin selbständige Gemeinde Oberlemp zum 31. Dezember 1971 mit weiteren Orten auf freiwilliger Basis in die Gemeinde Aßlar eingegliedert. Damit wurde die über Jahrhunderte gewachsene historische Zugehörigkeit zu dem nördlich angrenzenden Gebiet, dessen übrige Ortschaften überwiegend in der neugegründeten Gemeinde Hohenahr aufgingen, beendet. Im November 1978 erhielt Aßlar das Recht, die Bezeichnung Stadt zu führen. Für Oberlemp wurde wie für alle Ortsteile von Aßlar ein Ortsbezirk eingerichtet.

### Verwaltungsgeschichte im Überblick
Die folgende Liste zeigt die Staaten und Verwaltungseinheiten, denen Oberlemp angehört(e):
- vor 1351: Heiliges Römisches Reich, Haus Solms (Gemeinsamer Besitz der Linien Solms-Braunfels, Solms-Burgsolms und Solms-Königsberg)
- ab 1351: Heiliges Römisches Reich, Grafschaften Solms-Braunfels, Solms-Burgsolms und Landgrafschaft Hessen
- ab 1415: Heiliges Römisches Reich, Grafschaft Solms-Braunfels und Landgrafschaft Hessen, Gemeinschaftliches Amt Hohensolms und Königsberg
- ab 1432: Heiliges Römisches Reich, Grafschaft Solms-Lich in verschiedenen Teilungskonstellationen und Landgrafschaft Hessen, Gemeinschaftliches Amt Hohensolms und Königsberg
- 1567–1604: Heiliges Römisches Reich, Grafschaft Solms-Lich in verschiedenen Teilungskonstellationen und Landgrafschaft Hessen-Marburg, Gemeinschaftliches Amt Hohensolms und Königsberg[8]
- 1604–1648: hessischer Anteil strittig zwischen Landgrafschaft Hessen-Darmstadt und Landgrafschaft Hessen-Kassel (Hessenkrieg)
- ab 1614: Heiliges Römisches Reich, Landgrafschaft Hessen(-Darmstadt) (4/8), Grafschaften Solms-Hohensolms (3/8) und Solms-Lich (1/8), Gemeinschaftsamt Hohensolms und Königsberg
- ab 1629: Heiliges Römisches Reich, Grafschaft Solms-Hohensolms (3/4) und Grafschaft Solms-Lich (1/4), Amt Hohensolms[9]
- ab 1718: Heiliges Römisches Reich, Grafschaft Solms-Hohensolms-Lich, Amt Hohensolms
- ab 1792: Heiliges Römisches Reich, Fürstentum Solms-Hohensolms-Lich, Amt Hohensolms
- ab 1806: Herzogtum Nassau,[Anm. 2] Amt Hohensolms[Anm. 3]
- ab 1816: Königreich Preußen,[Anm. 4] Provinz Großherzogtum Niederrhein, Regierungsbezirk Koblenz, Kreis Braunfels, Amtsbürgermeisterei Hohensolms
- ab 1822: Königreich Preußen, Rheinprovinz, Regierungsbezirk Koblenz, Kreis Wetzlar, Amtsbürgermeisterei Hohensolms[Anm. 5]
- ab 1866: Norddeutscher Bund,[Anm. 6] Königreich Preußen, Rheinprovinz, Regierungsbezirk Koblenz, Kreis Wetzlar, Amtsbürgermeisterei Hohensolms
- ab 1871: Deutsches Reich, Königreich Preußen, Rheinprovinz, Regierungsbezirk Koblenz, Kreis Wetzlar, Amtsbürgermeisterei Hohensolms
- ab 1918: Deutsches Reich (Weimarer Republik), Freistaat Preußen, Rheinprovinz, Regierungsbezirk Koblenz, Kreis Wetzlar, Amtsbürgermeisterei Hohensolms
- ab 1932: Deutsches Reich, Freistaat Preußen, Provinz Hessen-Nassau, Regierungsbezirk Wiesbaden, Kreis Wetzlar
- ab 1944: Deutsches Reich, Freistaat Preußen, Provinz Nassau, Kreis Wetzlar
- ab 1945: Amerikanische Besatzungszone,[Anm. 7] Groß-Hessen, Regierungsbezirk Wiesbaden, Kreis Wetzlar
- ab 1949: Bundesrepublik Deutschland, Land Hessen, Regierungsbezirk Wiesbaden, Kreis Wetzlar
- ab 1968: Bundesrepublik Deutschland, Land Hessen, Regierungsbezirk Darmstadt, Kreis Wetzlar
- ab 1972: Bundesrepublik Deutschland, Land Hessen, Regierungsbezirk Darmstadt, Kreis Wetzlar, Gemeinde Aßlar[Anm. 8]
- ab 1977: Bundesrepublik Deutschland, Land Hessen, Regierungsbezirk Darmstadt, Lahn-Dill-Kreis, Stadt Aßlar
- ab 1981: Bundesrepublik Deutschland, Land Hessen, Regierungsbezirk Gießen, Lahn-Dill-Kreis, Stadt Aßlar

## Bevölkerung

### Einwohnerstruktur 2011
Nach den Erhebungen des Zensus 2011 lebten am Stichtag dem 9. Mai 2011 in Oberlemp 428 Einwohner. Darunter waren 9 (2,1 %) Ausländer.
Nach dem Lebensalter waren 87 Einwohner unter 18 Jahren, 174 zwischen 18 und 49, 72 zwischen 50 und 64 und 147 Einwohner waren älter.
Die Einwohner lebten in 177 Haushalten. Davon waren 48 Singlehaushalte, 63 Paare ohne Kinder und 57 Paare mit Kindern, sowie 9 Alleinerziehende und keine Wohngemeinschaften. In 39 Haushalten lebten ausschließlich Senioren und in 123 Haushaltungen lebten keine Senioren.

### Einwohnerentwicklung
| Oberlemp: Einwohnerzahlen von 1834 bis 2020 | Oberlemp: Einwohnerzahlen von 1834 bis 2020 | Oberlemp: Einwohnerzahlen von 1834 bis 2020 | Oberlemp: Einwohnerzahlen von 1834 bis 2020 | Oberlemp: Einwohnerzahlen von 1834 bis 2020 |
| --- | ------------------------------------------- | ------------------------------------------- | ------------------------------------------- | ------------------------------------------- |
| Jahr |                                             |                                             |                                             | Einwohner                                   |
| 1834 | 1834                                        |                                             | 215                                         | 215                                         |
| 1840 | 1840                                        |                                             | 240                                         | 240                                         |
| 1846 | 1846                                        |                                             | 239                                         | 239                                         |
| 1852 | 1852                                        |                                             | 232                                         | 232                                         |
| 1858 | 1858                                        |                                             | 239                                         | 239                                         |
| 1864 | 1864                                        |                                             | 237                                         | 237                                         |
| 1871 | 1871                                        |                                             | 210                                         | 210                                         |
| 1875 | 1875                                        |                                             | 223                                         | 223                                         |
| 1885 | 1885                                        |                                             | 231                                         | 231                                         |
| 1895 | 1895                                        |                                             | 233                                         | 233                                         |
| 1905 | 1905                                        |                                             | 237                                         | 237                                         |
| 1910 | 1910                                        |                                             | 241                                         | 241                                         |
| 1925 | 1925                                        |                                             | 287                                         | 287                                         |
| 1939 | 1939                                        |                                             | 299                                         | 299                                         |
| 1946 | 1946                                        |                                             | 375                                         | 375                                         |
| 1950 | 1950                                        |                                             | 395                                         | 395                                         |
| 1956 | 1956                                        |                                             | 361                                         | 361                                         |
| 1961 | 1961                                        |                                             | 341                                         | 341                                         |
| 1967 | 1967                                        |                                             | 355                                         | 355                                         |
| 1970 | 1970                                        |                                             | 402                                         | 402                                         |
| 1980 | 1980                                        |                                             | ?                                           | ?                                           |
| 1990 | 1990                                        |                                             | ?                                           | ?                                           |
| 2000 | 2000                                        |                                             | ?                                           | ?                                           |
| 2011 | 2011                                        |                                             | 426                                         | 426                                         |
| 2015 | 2015                                        |                                             | 417                                         | 417                                         |
| 2020 | 2020                                        |                                             | 435                                         | 435                                         |
| Datenquelle: Historisches Gemeindeverzeichnis für Hessen: Die Bevölkerung der Gemeinden 1834 bis 1967. Wiesbaden: Hessisches Statistisches Landesamt, 1968. Weitere Quellen: LAGIS; Zensus 2011; nach 2011 – Stadt Aßlar: 2015, 2020 |                                             |                                             |                                             |                                             |

### Historische Religionszugehörigkeit
| 1834: | 215 evangelische, keine katholischen Einwohner                       |
| 1961: | 314 (= 92,08 %) evangelische und 27 (= 7,92 %) katholische Einwohner |